# Le 18e du mois
Le 18e du mois est un mensuel local consacré à l'actualité du 18e arrondissement de Paris. 
Le journal a vu le jour en 1994 à l'initiative de Noël Monier et Jean-Yves Rognant. Le 18e du mois a été créé « pour raconter des histoires, relayer l'action des associations » et couvrir l'actualité de tous les quartiers de l'arrondissement: La Goutte d'Or – Château-Rouge, La Chapelle, Montmartre, Simplon, Clignancourt, Porte Montmartre et les Grandes Carrières.
Vingt-quatre ans après sa création, le journal a réussi à fidéliser plus de 5000 lecteurs. D'après le journal Libération: « Ce mensuel d'informations locales se révèle un des meilleurs journaux de quartier, sérieux, varié et complet ». Il a été cité en référence par des publications ou des sites à portée nationale aussi divers que Bastamag, Le Secours Populaire , France terre d'asile, la Ligue des Droits de l'Homme, ou encore dans des publications universitaires.
Le mensuel est vendu dans tous les kiosques et points presse du 18e arrondissement de Paris.